# ラリー・オーストラリア

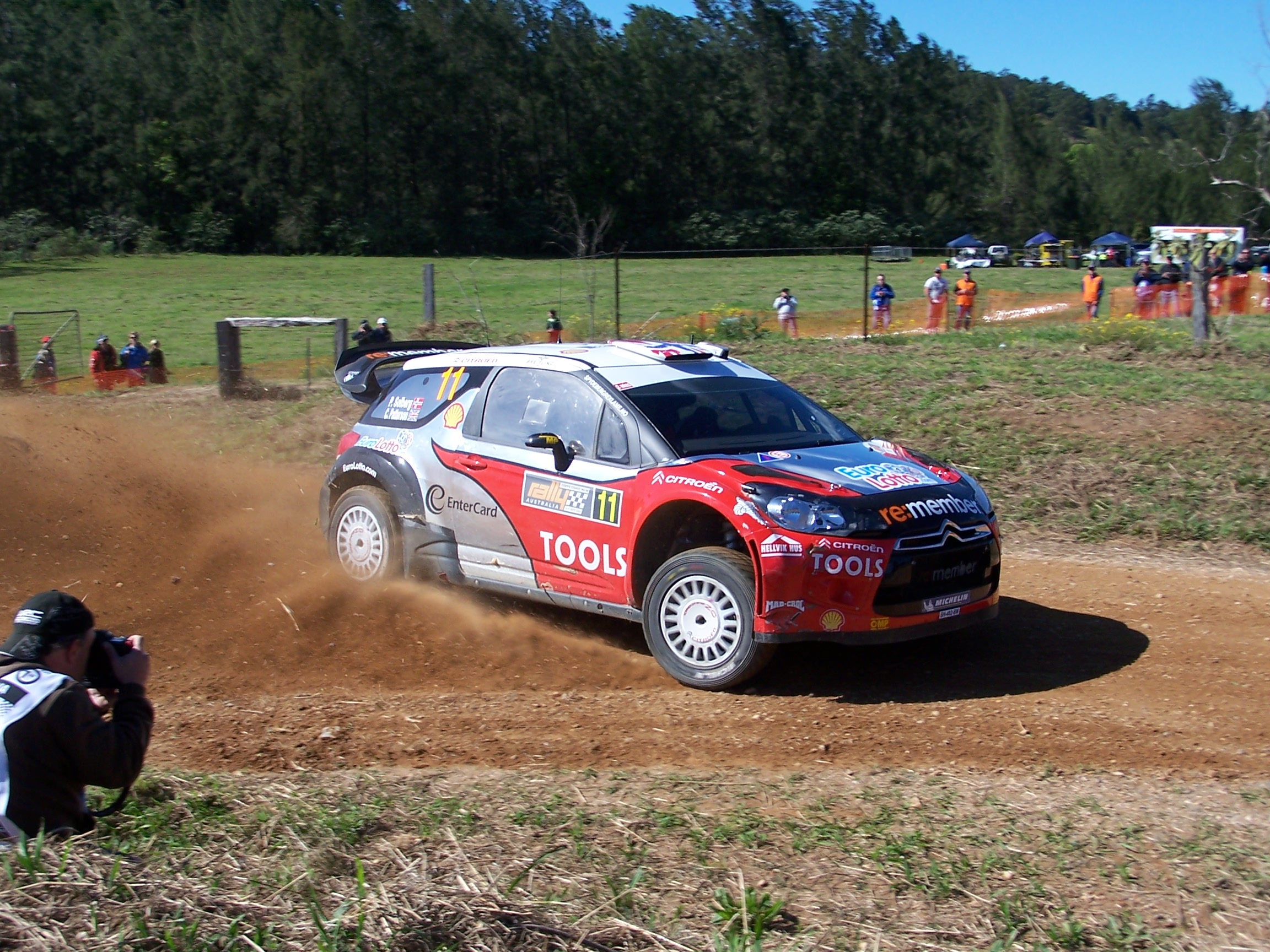

ラリー・オーストラリア（Rally Australia）はオーストラリアで開催される世界ラリー選手権 (WRC) のイベント。当初はアジアパシフィックラリー選手権 (APRC) の一戦であったが、1988年からWRCのカレンダーに加わった。

## 特徴
以前は西オーストラリア州の州都パースを拠点としていたが、財政的理由により2007年・2008年の開催をキャンセル。2009年より東部のニュー・サウス・ウェールズ州に移動して再開された。2009年から2013年まではWRCのローテーション制によりラリー・ニュージーランドとの交互開催となり、奇数年に開催された。
再開後の拠点はシドニーとブリスベンの中間にある観光都市コフスハーバー。コースは赤土のグラベルロード。ドライでは砂埃がひどく、ウェットでは泥だらけでスタックしやすい。西海岸時代は固い地盤の上にボールベアリングのような石粒が転がり、路面が非常に滑りやすかった。東海岸はラリー・ニュージーランドのような固い路面で、アベレージスピードも高め。
2019年は東海岸の大規模な森林火災の影響で開催直前に中止となった。

## 歴代優勝者
| 年      | 優勝者                   | 優勝者                   | 車輌                                 |
| 年      | ドライバー               | コ・ドライバー           | 車輌                                 |
| ------- | ------------------------ | ------------------------ | ------------------------------------ |
| 1988年  | イングバー・カールソン   | パー・カールソン         | マツダ・323 4WD                      |
| 1989年  | ユハ・カンクネン         | ユハ・ピロネン           | トヨタ・セリカGT-FOUR                |
| 1990年  | ユハ・カンクネン         | ユハ・ピロネン           | ランチア・デルタHFインテグラーレ 16V |
| 1991年  | ユハ・カンクネン         | ユハ・ピロネン           | ランチア・デルタHFインテグラーレ 16V |
| 1992年  | ディディエ・オリオール   | ベルナール・オセッリ     | ランチア・デルタHFインテグラーレ     |
| 1993年  | ユハ・カンクネン         | ニッキー・グリスト       | トヨタ・セリカターボ4WD              |
| 1994年† | コリン・マクレー         | デレック・リンガー       | スバル・インプレッサ555              |
| 1995年  | ケネス・エリクソン       | スタファン・パルマンダー | 三菱・ランサーエボリューションIII    |
| 1996年  | トミ・マキネン           | セッポ・ハルヤンヌ       | 三菱・ランサーエボリューションIII    |
| 1997年  | コリン・マクレー         | ニッキー・グリスト       | スバル・インプレッサWRC              |
| 1998年  | トミ・マキネン           | リスト・マニセンマキ     | 三菱・ランサーエボリューションV      |
| 1999年  | リチャード・バーンズ     | ロバート・レイド         | スバル・インプレッサWRC              |
| 2000年  | マーカス・グロンホルム   | ティモ・ラウティアイネン | プジョー206WRC                       |
| 2001年  | マーカス・グロンホルム   | ティモ・ラウティアイネン | プジョー・206WRC                     |
| 2002年  | マーカス・グロンホルム   | ティモ・ラウティアイネン | プジョー・206WRC                     |
| 2003年  | ペター・ソルベルグ       | フィル・ミルズ           | スバル・インプレッサWRC              |
| 2004年  | セバスチャン・ローブ     | ダニエル・エレナ         | シトロエン・クサラWRC                |
| 2005年  | フランソワ・デュバル     | スヴェン・スミーツ       | シトロエン・クサラWRC                |
| 2006年  | ミッコ・ヒルボネン       | ヤルモ・レーティネン     | フォード・フォーカスWRC              |
| 2009年  | ミッコ・ヒルボネン       | ヤルモ・レーティネン     | フォード・フォーカスWRC              |
| 2011年  | ミッコ・ヒルボネン       | ヤルモ・レーティネン     | フォード・フィエスタWRC              |
| 2013年  | セバスチャン・オジェ     | ジュリアン・イングラシア | フォルクスワーゲン・ポロ R WRC       |
| 2014年  | セバスチャン・オジェ     | ジュリアン・イングラシア | フォルクスワーゲン・ポロ R WRC       |
| 2015年  | セバスチャン・オジェ     | ジュリアン・イングラシア | フォルクスワーゲン・ポロ R WRC       |
| 2016年  | アンドレアス・ミケルセン | アンデルス・イエガー     | フォルクスワーゲン・ポロ R WRC       |
| 2017年  | ティエリー・ヌービル     | ニコラ・ジルソウル       | ヒュンダイ・i20クーペ WRC            |
| 2018年  | ヤリ＝マティ・ラトバラ   | ミイカ・アンティラ       | トヨタ・ヤリスWRC                    |
| 2019年  | 中止                     | 中止                     | 中止                                 |

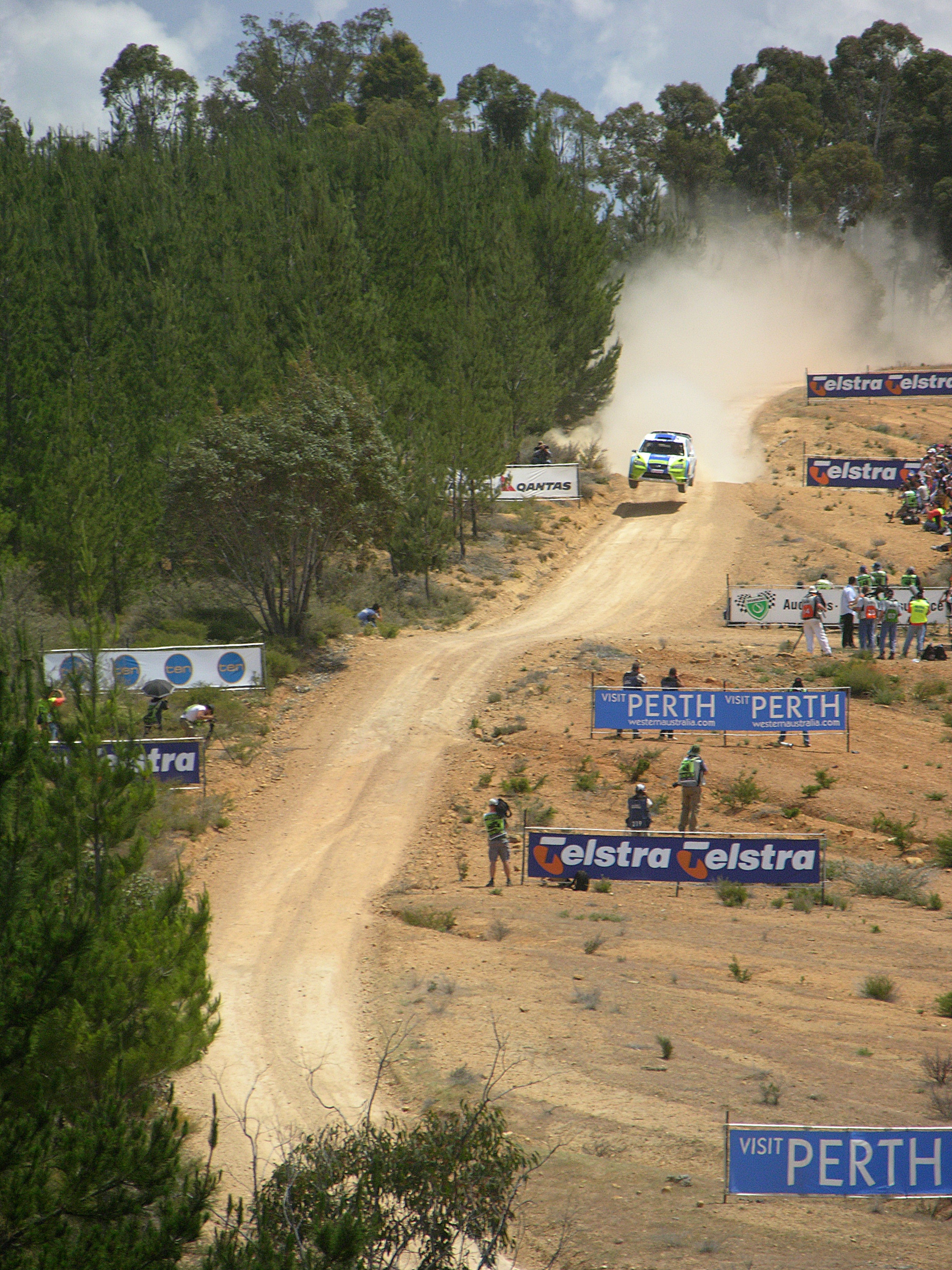
2006年のグラベルコース

† 1994年はFIA2リッターワールドカップ (W2L) として開催。